# Stevan Jovetić
Stevan Jovetić (in cirillico: Стеван Jоветић?; Podgorica, 2 novembre 1989) è un calciatore montenegrino, attaccante dell'Omonia e della nazionale montenegrina, di cui è capitano e primatista di presenze e reti. Soprannominato Jo-Jo, è cresciuto nella sua città natale e nel Partizan, per poi passare alla Fiorentina, dove esordì in Serie A.
È uno dei pochi calciatori, insieme al rumeno Florin Răducioiu, al danese Christian Poulsen e all'olandese Justin Kluivert, ad aver militato nei cinque principali campionati europei (Liga, Premier League, Bundesliga, Serie A e Ligue 1), ed è uno dei tre ad aver segnato in ognuno di questi.

## Caratteristiche tecniche
Fantasista, Jovetic è una seconda punta che può giocare anche come ala sinistra o, come è stato schierato da Siniša Mihajlović, come prima punta. Si ispira al connazionale Mirko Vučinić e da piccolo aveva come idolo Andrij Ševčenko. Durante la sua militanza nella Fiorentina è stato accostato, per stile di gioco, a due pari ruolo con un passato in maglia viola: Roberto Baggio e Rui Costa.
Dotato di un vasto bagaglio tecnico e grandi qualità atletiche, grazie all'esplosività e ad un ottimo controllo di palla è in grado di saltare l'uomo nell'uno contro uno. Ha ottime capacità nel fornire assist ed è bravo sia ad impostare che a concludere l'azione d'attacco. Possiede un tiro potente e preciso, anche da fuori area, tempismo e senso della posizione. Grazie a una notevole resistenza allo sforzo, spesso ripiega sui portatori di palla avversari e aiuta i compagni nel recupero del pallone.

## Carriera

### Club

#### Gli inizi, Partizan
Inizia la carriera a Podgorica nel 2000 con la maglia del Mladost Podgorica, dove mette in mostra le sue qualità tecniche, tanto da venir presto considerato uno dei maggiori talenti del calcio montenegrino.
Nel 2003 passa al Partizan Belgrado, squadra nella quale fa una brevissima esperienza nelle selezioni giovanili prima di approdare in prima squadra. Nell'aprile 2006 diventa il sesto giocatore più giovane in assoluto ad esordire nella massima divisione del campionato di calcio serbo contro il Voždovac, a 16 anni.
Nell'agosto del 2007, ancora minorenne, accompagnato dal padre firma il primo contratto da professionista. In una sessantina di presenze con la maglia del Partizan segna 25 reti, 6 delle quali firmate nelle prime 8 giornate del campionato 2007-2008 e sfoggia prestazioni tali da essere inserito dal Sun nella lista dei migliori 20 talenti al mondo.
Con il Partizan centra un 2º posto in campionato nella stagione 2006-2007 e l'anno successivo, oltre ad esordire nelle competizioni continentali, vince campionato e coppa nazionale.

#### Fiorentina

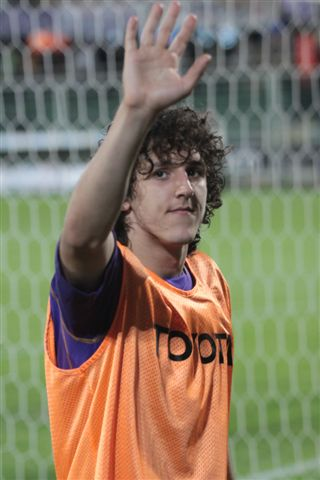
Jovetić ventenne, durante un allenamento con la Fiorentina nell'estate 2008

Nella primavera 2008 la Fiorentina annuncia ufficialmente l'acquisto del calciatore per 8 milioni di euro all'apertura del mercato estivo. L'esordio con i viola, il 27 agosto successivo, coincide con quello in Champions League. 4 giorni più tardi debutta in Serie A, nella gara finita 1-1 contro la Juventus. Segna la prima rete il 5 aprile 2009, trasformando un rigore contro l'Atalanta. Ad agosto contribuisce alla qualificazione ai gironi di Champions League, segnando la prima rete in tale competizione contro lo Sporting Lisbona. In questa edizione di Champions League è autore di due doppiette contro Liverpool e Bayern Monaco.
È costretto a saltare interamente la stagione 2010-2011 per un infortunio subìto in estate, a causa di duro contrasto durante un allenamento nel ritiro estivo e delle complicazioni seguite all'intervento chirurgico. Alla fine del 2010 è inserito nella lista dei migliori calciatori nati dopo il 1989, stilata da Don Balón.

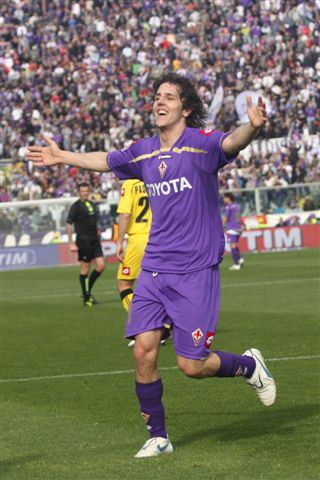
Jovetić, in maglia viola, esulta dopo il gol all'Udinese del 28 marzo 2010

Il 25 aprile 2012 festeggia la 100ª presenza in maglia viola, segnando contro la Roma nell'incontro terminato 2-1 per i viola. Lascia i toscani al termine del campionato 2012-2013.

#### Manchester City
Nel luglio 2013 passa per quasi 30 milioni di euro al Manchester City, squadra con cui - nell'arco di un biennio - trova complessivamente poco spazio. Fa il suo esordio, infatti, solo nel settembre successivo nella trasferta contro lo Stoke City pareggiata per 0-0, ma la concorrenza nel suo ruolo è tanta e spesso resta ai margini. In totale sono 11 le reti segnate con i Citizens. La prima arriva nel rotondo 1-5 in trasferta contro il Tottenham, durante la 23ª giornata di Premier League (suo il 4º gol). Alla fine della prima stagione lui e i compagni vincono comunque il titolo di campioni d'Inghilterra.

#### Inter
Nell'estate 2015 torna a giocare in Italia con l'Inter che lo acquista per 15 milioni. Dopo aver realizzato 3 goal nelle prime due giornate di campionato, contro Carpi e Atalanta, incappa in un lungo periodo senza reti e conclude la stagione con solo 6 marcature in Serie A e 1 in Coppa Italia (torneo nel quale non aveva mai segnato).
Con l'arrivo del tecnico Frank De Boer, viene escluso dalla lista per l'Europa League. Relegato ai margini della rosa, viene ceduto nel gennaio 2017.

#### Siviglia e Monaco
Il 10 gennaio 2017 viene ceduto, in prestito, al Siviglia. Al debutto, contro il Real Madrid, segna - dopo essere entrato dalla panchina - il goal del temporaneo 2-1. La gara finisce 3-3. Contro i madrileni si ripete in campionato, siglando la rete decisiva nei minuti di recupero. In 21 presenze in campionato realizza in totale 6 reti, contribuendo al 4º posto finale.
Dopo il mancato riscatto da parte della società andalusa, fa ritorno all'Inter; il 29 agosto 2017 diventa ufficiale la cessione a titolo definitivo per 11 milioni di euro al Monaco con cui firma un contratto quadriennale. Fa il suo esordio con il club monegasco in Ligue 1 il 9 settembre, subentrando al 69º minuto a Radamel Falcao nel match perso 4-0 contro il Nizza. Sigla il suo primo goal in campionato il 22 settembre contro il Lilla.
Dopo aver collezionato 77 presenze e 21 goal in 4 anni a causa di diversi infortuni, tra cui la rottura del legamento del ginocchio sinistro nella primavera del 2019, nel luglio del 2021 si ritrova svincolato.

#### Hertha Berlino
Il 27 luglio 2021 firma un contratto biennale con opzione con l'Hertha Berlino. Diventa così il terzo giocatore della storia, dopo Florin Raducioiu e Christian Poulsen, a giocare e il secondo, dopo Florin Raducioiu, a segnare nei 5 maggiori campionati europei (Premier League, La Liga, Serie A, Bundesliga e Ligue 1).

#### Olympiakos e Omonia
Il 4 settembre 2023 firma un contratto con l'Olympiacos.. Segna il primo gol per i greci contro il Kīfisias, appena promosso dalla seconda lega.
Il 30 maggio 2024, grazie alla finale vinta contro la Fiorentina, sua squadra dal 2008 al 2013, vince una storica UEFA Conference League, primo trofeo internazionale del club, nella quale ha contribuito segnando 2 gol in 7 partite. Al termine della stagione rimane svincolato.
Il 30 settembre 2024 sottoscrive un accordo biennale con i ciprioti dell'Omonia.

### Nazionale

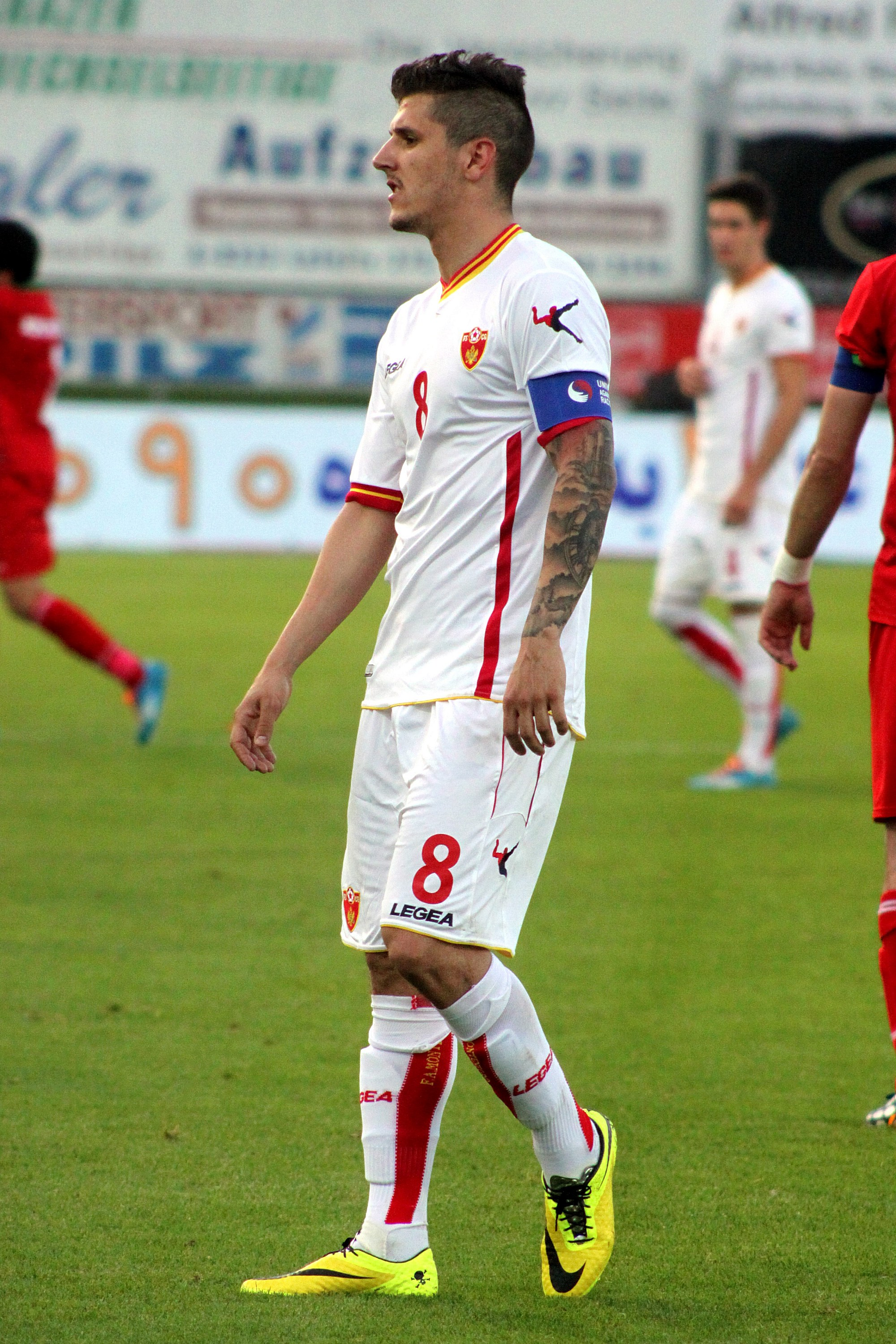
Jovetić capitano montenegrino nel 2014, durante un'amichevole contro l'Iran

Già capitano dell'Under-21 montenegrina, debutta con la nazionale maggiore nel 2007. Esordisce contro l'Ungheria, avversario a cui - il 20 agosto 2008 - segnerà le prime reti con una doppietta nel 3-3 finale.
Durante le qualificazioni ai Mondiali 2018 diviene il miglior marcatore del Montenegro, grazie al goal contro la Romania. Il 10 giugno 2017 realizza una tripletta decisiva contro l'Armenia in una partita valevole per le qualificazioni al Mondiale 2018. Il 24 marzo 2021 segna una doppietta decisiva contro la Lettonia, nella prima giornata delle qualificazioni al Mondiale 2022.
Il 6 giugno 2025, scendendo in campo nell'amichevole persa 2-0 contro la Rep. Ceca, colleziona la sua 86esima presenza agganciando Fatos Bećiraj come primatista di presenze. Tre giorni dopo, in occasione del pareggio per 2-2 in amichevole contro Cipro, colleziona la presenza numero 87, superandolo e diventando il primatista di presenze in solitaria.

## Statistiche

### Presenze e reti nei club
Statistiche aggiornate al 10 dicembre 2024.
| Stagione               | Squadra                | Campionato             | Campionato | Campionato | Coppe nazionali | Coppe nazionali | Coppe nazionali | Coppe continentali | Coppe continentali | Coppe continentali | Altre coppe | Altre coppe | Altre coppe | Totale | Totale |
| Stagione               | Squadra                | Comp                   | Pres       | Reti       | Comp            | Pres            | Reti            | Comp               | Pres               | Reti               | Comp        | Pres        | Reti        | Pres   | Reti   |
| ---------------------- | ---------------------- | ---------------------- | ---------- | ---------- | --------------- | --------------- | --------------- | ------------------ | ------------------ | ------------------ | ----------- | ----------- | ----------- | ------ | ------ |
| 2005-2006              | Partizan               | SL                     | 2          | 0          | -               | -               | -               | -                  | -                  | -                  | -           | -           | -           | 2      | 0      |
| 2006-2007              | Partizan               | SL                     | 22         | 1          | CS              | 4               | 3               | -                  | -                  | -                  | -           | -           | -           | 26     | 4      |
| 2007-2008              | Partizan               | SL                     | 27         | 12         | CS              | 4               | 3               | CU                 | 2                  | 4                  | -           | -           | -           | 33     | 19     |
| Totale Partizan        | Totale Partizan        | Totale Partizan        | 51         | 13         |                 | 8               | 6               |                    | 2                  | 4                  |             | -           | -           | 61     | 23     |
| 2008-2009              | Fiorentina             | A                      | 29         | 2          | CI              | 1               | 0               | UCL+CU             | 3+2                | 0                  | -           | -           | -           | 35     | 2      |
| 2009-2010              | Fiorentina             | A                      | 29         | 6          | CI              | 2               | 0               | UCL                | 6                  | 5                  | -           | -           | -           | 37     | 11     |
| 2010-2011              | Fiorentina             | A                      | 0          | 0          | CI              | 0               | 0               | -                  | -                  | -                  | -           | -           | -           | 0      | 0      |
| 2011-2012              | Fiorentina             | A                      | 27         | 14         | CI              | 2               | 0               | -                  | -                  | -                  | -           | -           | -           | 29     | 14     |
| 2012-2013              | Fiorentina             | A                      | 31         | 13         | CI              | 3               | 0               | -                  | -                  | -                  | -           | -           | -           | 34     | 13     |
| Totale Fiorentina      | Totale Fiorentina      | Totale Fiorentina      | 116        | 35         |                 | 8               | 0               |                    | 11                 | 5                  |             | -           | -           | 135    | 40     |
| 2013-2014              | Manchester City        | PL                     | 13         | 3          | FACup+CdL       | 2+3             | 1+2             | UCL                | 0                  | 0                  | -           | -           | -           | 18     | 6      |
| 2014-2015              | Manchester City        | PL                     | 17         | 5          | FACup+CdL       | 2+1             | 0               | UCL                | 5                  | 0                  | CS          | 1           | 0           | 26     | 5      |
| Totale Manchester City | Totale Manchester City | Totale Manchester City | 30         | 8          |                 | 8               | 3               |                    | 5                  | 0                  |             | 1           | 0           | 44     | 11     |
| 2015-2016              | Inter                  | A                      | 26         | 6          | CI              | 2               | 1               | -                  | -                  | -                  | -           | -           | -           | 28     | 7      |
| 2016-gen. 2017         | Inter                  | A                      | 5          | 0          | CI              | 0               | 0               | -                  | -                  | -                  | -           | -           | -           | 5      | 0      |
| Totale Inter           | Totale Inter           | Totale Inter           | 31         | 6          |                 | 2               | 1               |                    | -                  | -                  |             | -           | -           | 33     | 7      |
| gen.-giu. 2017         | Siviglia               | PD                     | 21         | 6          | CR              | 1               | 1               | UCL                | 2                  | 0                  | -           | -           | -           | 24     | 7      |
| 2017-2018              | Monaco                 | L1                     | 15         | 8          | CF+CdL          | 2+3             | 2+0             | UCL                | 1                  | 0                  | SF          | 0           | 0           | 21     | 10     |
| 2018-2019              | Monaco                 | L1                     | 8          | 2          | CF+CdL          | 0               | 0               | UCL                | 1                  | 0                  | SF          | 1           | 0           | 10     | 2      |
| 2019-2020              | Monaco                 | L1                     | 9          | 2          | CF+CdL          | 3+1             | 0               | -                  | -                  | -                  | -           | -           | -           | 13     | 2      |
| 2020-2021              | Monaco                 | L1                     | 29         | 6          | CF              | 4               | 1               | -                  | -                  | -                  | -           | -           | -           | 33     | 7      |
| Totale Monaco          | Totale Monaco          | Totale Monaco          | 61         | 18         |                 | 13              | 3               |                    | 2                  | 0                  |             | 1           | 0           | 77     | 21     |
| 2021-2022              | Hertha Berlino         | BL                     | 18+2       | 6+0        | CG              | 2               | 1               | -                  | -                  | -                  | -           | -           | -           | 22     | 7      |
| 2022-2023              | Hertha Berlino         | BL                     | 17         | 4          | CG              | 1               | 0               | -                  | -                  | -                  | -           | -           | -           | 18     | 4      |
| Totale Hertha Berlino  | Totale Hertha Berlino  | Totale Hertha Berlino  | 35+2       | 10         |                 | 3               | 1               |                    | -                  | -                  |             | -           | -           | 40     | 11     |
| 2023-2024              | Olympiacos             | SL                     | 15+6       | 4+2        | CG              | 2               | 0               | UEL+UECL           | 4+7                | 0+2                | -           | -           | -           | 34     | 8      |
| 2024-2025              | Omonia                 | A                      | 8          | 4          | CC              | 0               | 0               | UECL               | -                  | -                  | -           | -           | -           | 8      | 4      |
| Totale carriera        | Totale carriera        | Totale carriera        | 376        | 106        |                 | 45              | 15              |                    | 33                 | 11                 |             | 2           | 0           | 455    | 132    |

### Cronologia presenze e reti in nazionale
| Cronologia completa delle presenze e delle reti in nazionale ― Montenegro | Cronologia completa delle presenze e delle reti in nazionale ― Montenegro | Cronologia completa delle presenze e delle reti in nazionale ― Montenegro | Cronologia completa delle presenze e delle reti in nazionale ― Montenegro | Cronologia completa delle presenze e delle reti in nazionale ― Montenegro | Cronologia completa delle presenze e delle reti in nazionale ― Montenegro | Cronologia completa delle presenze e delle reti in nazionale ― Montenegro | Cronologia completa delle presenze e delle reti in nazionale ― Montenegro |
| Data                                                                      | Città                                                                     | In casa                                                                   | Risultato                                                                 | Ospiti                                                                    | Competizione                                                              | Reti                                                                      | Note                                                                      |
| ------------------------------------------------------------------------- | ------------------------------------------------------------------------- | ------------------------------------------------------------------------- | ------------------------------------------------------------------------- | ------------------------------------------------------------------------- | ------------------------------------------------------------------------- | ------------------------------------------------------------------------- | ------------------------------------------------------------------------- |
| 24-3-2007                                                                 | Podgorica                                                                 | Montenegro                                                                | 2 – 1                                                                     | Ungheria                                                                  | Amichevole                                                                | -                                                                         | 85’                                                                       |
| 26-3-2008                                                                 | Podgorica                                                                 | Montenegro                                                                | 3 – 1                                                                     | Norvegia                                                                  | Amichevole                                                                | -                                                                         | 74’                                                                       |
| 31-5-2008                                                                 | Bucarest                                                                  | Romania                                                                   | 4 – 0                                                                     | Montenegro                                                                | Amichevole                                                                | -                                                                         | 46’                                                                       |
| 20-8-2008                                                                 | Budapest                                                                  | Ungheria                                                                  | 3 – 3                                                                     | Montenegro                                                                | Amichevole                                                                | 2                                                                         |                                                                           |
| 6-9-2008                                                                  | Podgorica                                                                 | Montenegro                                                                | 2 – 2                                                                     | Bulgaria                                                                  | Qual. Mondiali 2010                                                       | 1                                                                         | 13’                                                                       |
| 10-9-2008                                                                 | Podgorica                                                                 | Montenegro                                                                | 0 – 0                                                                     | Irlanda                                                                   | Qual. Mondiali 2010                                                       | -                                                                         |                                                                           |
| 15-10-2008                                                                | Lecce                                                                     | Italia                                                                    | 2 – 1                                                                     | Montenegro                                                                | Qual. Mondiali 2010                                                       | -                                                                         |                                                                           |
| 19-11-2008                                                                | Podgorica                                                                 | Montenegro                                                                | 2 – 1                                                                     | Macedonia                                                                 | Amichevole                                                                | 1                                                                         | 80’                                                                       |
| 28-3-2009                                                                 | Podgorica                                                                 | Montenegro                                                                | 0 – 2                                                                     | Italia                                                                    | Qual. Mondiali 2010                                                       | -                                                                         |                                                                           |
| 1-4-2009                                                                  | Tbilisi                                                                   | Georgia                                                                   | 0 – 0                                                                     | Montenegro                                                                | Qual. Mondiali 2010                                                       | -                                                                         | 66’                                                                       |
| 12-8-2009                                                                 | Podgorica                                                                 | Montenegro                                                                | 2 – 1                                                                     | Galles                                                                    | Amichevole                                                                | 1                                                                         |                                                                           |
| 5-9-2009                                                                  | Sofia                                                                     | Bulgaria                                                                  | 4 – 1                                                                     | Montenegro                                                                | Qual. Mondiali 2010                                                       | 1                                                                         |                                                                           |
| 9-9-2009                                                                  | Podgorica                                                                 | Montenegro                                                                | 1 – 1                                                                     | Cipro                                                                     | Qual. Mondiali 2010                                                       | -                                                                         | 64’                                                                       |
| 10-10-2009                                                                | Podgorica                                                                 | Montenegro                                                                | 2 – 1                                                                     | Georgia                                                                   | Qual. Mondiali 2010                                                       | -                                                                         | 26’                                                                       |
| 4-6-2011                                                                  | Podgorica                                                                 | Montenegro                                                                | 1 – 1                                                                     | Bulgaria                                                                  | Qual. Euro 2012                                                           | -                                                                         | 72’                                                                       |
| 10-8-2011                                                                 | Scutari                                                                   | Albania                                                                   | 3 – 2                                                                     | Montenegro                                                                | Amichevole                                                                | -                                                                         | 33’                                                                       |
| 2-9-2011                                                                  | Cardiff                                                                   | Galles                                                                    | 2 – 1                                                                     | Montenegro                                                                | Qual. Euro 2012                                                           | 1                                                                         |                                                                           |
| 7-10-2011                                                                 | Podgorica                                                                 | Montenegro                                                                | 2 – 2                                                                     | Inghilterra                                                               | Qual. Euro 2012                                                           | -                                                                         | 88’                                                                       |
| 11-11-2011                                                                | Praga                                                                     | Rep. Ceca                                                                 | 2 – 0                                                                     | Montenegro                                                                | Qual. Euro 2012                                                           | -                                                                         |                                                                           |
| 15-11-2011                                                                | Podgorica                                                                 | Montenegro                                                                | 0 – 1                                                                     | Rep. Ceca                                                                 | Qual. Euro 2012                                                           | -                                                                         |                                                                           |
| 29-2-2012                                                                 | Podgorica                                                                 | Montenegro                                                                | 2 – 1                                                                     | Islanda                                                                   | Amichevole                                                                | 2                                                                         | 90’                                                                       |
| 15-8-2012                                                                 | Podgorica                                                                 | Montenegro                                                                | 2 – 0                                                                     | Lettonia                                                                  | Amichevole                                                                | 1                                                                         | 79’                                                                       |
| 7-9-2012                                                                  | Podgorica                                                                 | Montenegro                                                                | 2 – 2                                                                     | Polonia                                                                   | Qual. Mondiali 2014                                                       | -                                                                         |                                                                           |
| 11-09-2012                                                                | Serravalle                                                                | San Marino                                                                | 0 – 6                                                                     | Montenegro                                                                | Qual. Mondiali 2014                                                       | -                                                                         |                                                                           |
| 16-10-2012                                                                | Donec'k                                                                   | Ucraina                                                                   | 0 – 1                                                                     | Montenegro                                                                | Qual. Mondiali 2014                                                       | -                                                                         | 86’                                                                       |
| 22-3-2013                                                                 | Chișinău                                                                  | Moldavia                                                                  | 0 – 1                                                                     | Montenegro                                                                | Qual. Mondiali 2014                                                       | -                                                                         |                                                                           |
| 26-3-2013                                                                 | Podgorica                                                                 | Montenegro                                                                | 1 – 1                                                                     | Inghilterra                                                               | Qual. Mondiali 2014                                                       | -                                                                         |                                                                           |
| 7-6-2013                                                                  | Podgorica                                                                 | Montenegro                                                                | 0 – 4                                                                     | Ucraina                                                                   | Qual. Mondiali 2014                                                       | -                                                                         | 42’                                                                       |
| 14-8-2013                                                                 | Žodzina                                                                   | Bielorussia                                                               | 1 – 1                                                                     | Montenegro                                                                | Amichevole                                                                | -                                                                         | 25’                                                                       |
| 11-10-2013                                                                | Londra                                                                    | Inghilterra                                                               | 4 – 1                                                                     | Montenegro                                                                | Qual. Mondiali 2014                                                       | -                                                                         | 81’                                                                       |
| 15-10-2013                                                                | Podgorica                                                                 | Montenegro                                                                | 2 – 5                                                                     | Moldavia                                                                  | Qual. Mondiali 2014                                                       | 2                                                                         | 17’                                                                       |
| 23-5-2014                                                                 | Bratislava                                                                | Slovacchia                                                                | 2 – 0                                                                     | Montenegro                                                                | Amichevole                                                                | -                                                                         | 87’                                                                       |
| 26-5-2014                                                                 | Hartberg                                                                  | Montenegro                                                                | 0 – 0                                                                     | Iran                                                                      | Amichevole                                                                | -                                                                         | 72’                                                                       |
| 9-10-2014                                                                 | Vaduz                                                                     | Liechtenstein                                                             | 0 – 0                                                                     | Montenegro                                                                | Qual. Euro 2016                                                           | -                                                                         | 74’                                                                       |
| 15-11-2014                                                                | Podgorica                                                                 | Montenegro                                                                | 1 – 1                                                                     | Svezia                                                                    | Qual. Euro 2016                                                           | 1                                                                         |                                                                           |
| 27-3-2015                                                                 | Podgorica                                                                 | Montenegro                                                                | 0 – 3 tav                                                                 | Russia                                                                    | Qual. Euro 2016                                                           | -                                                                         |                                                                           |
| 8-6-2015                                                                  | Viborg                                                                    | Danimarca                                                                 | 2 – 1                                                                     | Montenegro                                                                | Amichevole                                                                | 1                                                                         | cap. 43’                                                                  |
| 5-9-2015                                                                  | Podgorica                                                                 | Montenegro                                                                | 2 – 0                                                                     | Liechtenstein                                                             | Qual. Euro 2016                                                           | 1                                                                         | 69’                                                                       |
| 8-9-2015                                                                  | Chișinău                                                                  | Moldavia                                                                  | 0 – 2                                                                     | Montenegro                                                                | Qual. Euro 2016                                                           | -                                                                         | cap. 88’                                                                  |
| 12-11-2015                                                                | Skopje                                                                    | Macedonia                                                                 | 4 – 1                                                                     | Montenegro                                                                | Amichevole                                                                | 1                                                                         | cap.                                                                      |
| 4-9-2016                                                                  | Cluj-Napoca                                                               | Romania                                                                   | 1 – 1                                                                     | Montenegro                                                                | Qual. Mondiali 2018                                                       | 1                                                                         | 88’                                                                       |
| 8-10-2016                                                                 | Podgorica                                                                 | Montenegro                                                                | 5 – 0                                                                     | Kazakistan                                                                | Qual. Mondiali 2018                                                       | 1                                                                         | cap.                                                                      |
| 11-10-2016                                                                | Copenaghen                                                                | Danimarca                                                                 | 0 – 1                                                                     | Montenegro                                                                | Qual. Mondiali 2018                                                       | -                                                                         | cap.                                                                      |
| 11-11-2016                                                                | Erevan                                                                    | Armenia                                                                   | 3 – 2                                                                     | Montenegro                                                                | Qual. Mondiali 2018                                                       | 1                                                                         | cap.                                                                      |
| 4-6-2017                                                                  | Podgorica                                                                 | Montenegro                                                                | 1 – 2                                                                     | Iran                                                                      | Amichevole                                                                | 1                                                                         | cap.                                                                      |
| 10-6-2017                                                                 | Podgorica                                                                 | Montenegro                                                                | 4 – 1                                                                     | Armenia                                                                   | Qual. Mondiali 2018                                                       | 3                                                                         | cap.                                                                      |
| 1-9-2017                                                                  | Astana                                                                    | Kazakistan                                                                | 0 – 3                                                                     | Montenegro                                                                | Qual. Mondiali 2018                                                       | -                                                                         | cap.                                                                      |
| 4-9-2017                                                                  | Podgorica                                                                 | Montenegro                                                                | 1 – 0                                                                     | Romania                                                                   | Qual. Mondiali 2018                                                       | 1                                                                         | cap.                                                                      |
| 5-10-2017                                                                 | Podgorica                                                                 | Montenegro                                                                | 0 – 1                                                                     | Danimarca                                                                 | Qual. Mondiali 2018                                                       | -                                                                         | 20’                                                                       |
| 23-3-2018                                                                 | Nicosia                                                                   | Cipro                                                                     | 0 – 0                                                                     | Montenegro                                                                | Amichevole                                                                | -                                                                         | cap. 65’                                                                  |
| 11-10-2018                                                                | Podgorica                                                                 | Montenegro                                                                | 0 – 2                                                                     | Serbia                                                                    | UEFA Nations League 2018-2019 - 1º turno                                  | -                                                                         | cap.                                                                      |
| 5-9-2020                                                                  | Strovolos                                                                 | Cipro                                                                     | 0 – 2                                                                     | Montenegro                                                                | UEFA Nations League 2020-2021 - 1º turno                                  | 2                                                                         | 46’ cap.                                                                  |
| 8-9-2020                                                                  | Lussemburgo                                                               | Lussemburgo                                                               | 0 – 1                                                                     | Montenegro                                                                | UEFA Nations League 2020-2021 - 1º turno                                  | -                                                                         | cap. 62’                                                                  |
| 10-10-2020                                                                | Podgorica                                                                 | Montenegro                                                                | 2 – 0                                                                     | Azerbaigian                                                               | UEFA Nations League 2020-2021 - 1º turno                                  | 1                                                                         | cap. 81’                                                                  |
| 13-10-2020                                                                | Podgorica                                                                 | Montenegro                                                                | 1 – 2                                                                     | Lussemburgo                                                               | UEFA Nations League 2020-2021 - 1º turno                                  | -                                                                         | cap.                                                                      |
| 11-11-2020                                                                | Podgorica                                                                 | Montenegro                                                                | 0 – 0                                                                     | Kazakistan                                                                | Amichevole                                                                | -                                                                         | 56’                                                                       |
| 14-11-2020                                                                | Baku                                                                      | Azerbaigian                                                               | 0 – 0                                                                     | Montenegro                                                                | UEFA Nations League 2020-2021 - 1º turno                                  | -                                                                         | cap. 90+3’                                                                |
| 17-11-2020                                                                | Podgorica                                                                 | Montenegro                                                                | 4 – 0                                                                     | Cipro                                                                     | UEFA Nations League 2020-2021 - 1º turno                                  | 1                                                                         | cap. 16’ 61’                                                              |
| 24-3-2021                                                                 | Riga                                                                      | Lettonia                                                                  | 1 – 2                                                                     | Montenegro                                                                | Qual. Mondiali 2022                                                       | 2                                                                         | cap.                                                                      |
| 27-3-2021                                                                 | Podgorica                                                                 | Montenegro                                                                | 4 – 1                                                                     | Gibilterra                                                                | Qual. Mondiali 2022                                                       | 1                                                                         | 46’                                                                       |
| 30-3-2021                                                                 | Podgorica                                                                 | Montenegro                                                                | 0 – 1                                                                     | Norvegia                                                                  | Qual. Mondiali 2022                                                       | -                                                                         | cap.                                                                      |
| 11-10-2021                                                                | Oslo                                                                      | Norvegia                                                                  | 2 – 0                                                                     | Montenegro                                                                | Qual. Mondiali 2022                                                       | -                                                                         | cap.                                                                      |
| 28-3-2022                                                                 | Podgorica                                                                 | Montenegro                                                                | 1 – 0                                                                     | Grecia                                                                    | Amichevole                                                                | -                                                                         | cap. 46’                                                                  |
| 23-9-2022                                                                 | Zenica                                                                    | Bosnia ed Erzegovina                                                      | 1 – 0                                                                     | Montenegro                                                                | UEFA Nations League 2022-2023 - 1º turno                                  | -                                                                         | cap. 70’                                                                  |
| 26-9-2022                                                                 | Podgorica                                                                 | Montenegro                                                                | 0 – 2                                                                     | Finlandia                                                                 | UEFA Nations League 2022-2023 - 1º turno                                  | -                                                                         | cap. 18’ 33’                                                              |
| 24-3-2023                                                                 | Sofia                                                                     | Bulgaria                                                                  | 0 – 1                                                                     | Montenegro                                                                | Qual. Euro 2024                                                           | -                                                                         | 46’                                                                       |
| 27-3-2023                                                                 | Podgorica                                                                 | Montenegro                                                                | 0 – 2                                                                     | Serbia                                                                    | Qual. Euro 2024                                                           | -                                                                         | cap. 71’                                                                  |
| 17-6-2023                                                                 | Podgorica                                                                 | Montenegro                                                                | 0 – 0                                                                     | Ungheria                                                                  | Qual. Euro 2024                                                           | -                                                                         | cap. 82’                                                                  |
| 7-9-2023                                                                  | Kaunas                                                                    | Lituania                                                                  | 2 – 2                                                                     | Montenegro                                                                | Qual. Euro 2024                                                           | -                                                                         | 46’                                                                       |
| 10-9-2023                                                                 | Podgorica                                                                 | Montenegro                                                                | 2 – 1                                                                     | Bulgaria                                                                  | Qual. Euro 2024                                                           | 1                                                                         | 46’                                                                       |
| 12-10-2023                                                                | Podgorica                                                                 | Montenegro                                                                | 3 – 2                                                                     | Libano                                                                    | Amichevole                                                                | -                                                                         | cap. 61’                                                                  |
| 17-10-2023                                                                | Belgrado                                                                  | Serbia                                                                    | 3 – 1                                                                     | Montenegro                                                                | Qual. Euro 2024                                                           | 1                                                                         | cap.                                                                      |
| 16-11-2023                                                                | Podgorica                                                                 | Montenegro                                                                | 2 – 0                                                                     | Lituania                                                                  | Qual. Euro 2024                                                           | 1                                                                         | cap. 68’                                                                  |
| 19-11-2023                                                                | Budapest                                                                  | Ungheria                                                                  | 3 – 1                                                                     | Montenegro                                                                | Qual. Euro 2024                                                           | -                                                                         | cap.                                                                      |
| 21-3-2024                                                                 | Boztepe                                                                   | Montenegro                                                                | 2 – 0                                                                     | Bielorussia                                                               | Amichevole                                                                | -                                                                         | cap. 66’                                                                  |
| 25-3-2024                                                                 | Antalya                                                                   | Montenegro                                                                | 1 – 0                                                                     | Macedonia del Nord                                                        | Amichevole                                                                | 1                                                                         | cap. 68’                                                                  |
| 5-6-2024                                                                  | Bruxelles                                                                 | Belgio                                                                    | 2 – 0                                                                     | Montenegro                                                                | Amichevole                                                                | -                                                                         | cap. 71’                                                                  |
| 9-6-2024                                                                  | Podgorica                                                                 | Montenegro                                                                | 1 – 3                                                                     | Georgia                                                                   | Amichevole                                                                | 1                                                                         | 46’                                                                       |
| 6-9-2024                                                                  | Reykjavík                                                                 | Islanda                                                                   | 2 – 0                                                                     | Montenegro                                                                | UEFA Nations League 2024-2025 - 1º turno                                  | -                                                                         | 60’ 89’                                                                   |
| 9-9-2024                                                                  | Nikšić                                                                    | Montenegro                                                                | 1 – 2                                                                     | Galles                                                                    | UEFA Nations League 2024-2025 - 1º turno                                  | -                                                                         | cap. 74’                                                                  |
| 11-10-2024                                                                | Samsun                                                                    | Turchia                                                                   | 1 – 0                                                                     | Montenegro                                                                | UEFA Nations League 2024-2025 - 1º turno                                  | -                                                                         | cap. 76’                                                                  |
| 14-10-2024                                                                | Cardiff                                                                   | Galles                                                                    | 1 – 0                                                                     | Montenegro                                                                | UEFA Nations League 2024-2025 - 1º turno                                  | -                                                                         | 46’ 49’                                                                   |
| 19-11-2024                                                                | Nikšić                                                                    | Montenegro                                                                | 3 – 1                                                                     | Turchia                                                                   | UEFA Nations League 2024-2025 - 1º turno                                  | -                                                                         | cap. 83’                                                                  |
| 22-3-2025                                                                 | Nikšić                                                                    | Montenegro                                                                | 3 – 1                                                                     | Gibilterra                                                                | Qual. Mondiali 2026                                                       | 1                                                                         | cap. 85’                                                                  |
| 25-3-2025                                                                 | Nikšić                                                                    | Montenegro                                                                | 1 – 0                                                                     | Fær Øer                                                                   | Qual. Mondiali 2026                                                       | -                                                                         | Cap.                                                                      |
| 6-6-2025                                                                  | Plzeň                                                                     | Rep. Ceca                                                                 | 2 – 0                                                                     | Montenegro                                                                | Qual. Mondiali 2026                                                       | -                                                                         | Cap.                                                                      |
| 9-6-2025                                                                  | Niksic                                                                    | Montenegro                                                                | 2 – 2                                                                     | Armenia                                                                   | Amichevole                                                                | -                                                                         | 63’                                                                       |
| Totale                                                                    |                                                                           | Presenze (1º posto)                                                       | 87                                                                        |                                                                           | Reti (1º posto)                                                           | 37                                                                        |                                                                           |

## Palmarès

### Club

#### Competizioni nazionali
- Campionato serbo: 1

Partizan Belgrado: 2007-2008
- Coppa di Serbia: 1

Partizan Belgrado: 2007-2008
- Campionato inglese: 1

Manchester City: 2013-2014
- Coppa di Lega inglese: 1

Manchester City: 2013-2014

#### Competizioni internazionali
- UEFA Conference League: 1

Olympiakos: 2023-2024

### Individuale
- Calciatore montenegrino dell'anno: 2

2009, 2015